# Spiral Circus
Spiral Circus – koncertowy album brytyjskiej grupy Porcupine Tree, na której znalazły się utwory z trzech pierwszych koncertów: The Borderline, London oraz The Nag's Head, High Wycombe i sesji nagraniowej dla Marka Radcliffe’a z BBC Radio One.
Spiral Circus po raz pierwszy został wydany w formie kasety w 1994 roku, a później wydany na winylu w 1997 w limitowanej wersji 500 kopii. Utwory pochodzą z dwóch wcześniej nagranych albumów On the Sunday of Life (1991) i Up the Downstair (1993).

## Spis utworów
Album zawiera utwory:
Strona A
1. Burning Sky – BBC / Borderline, London | 11:02
2. Voyage 34 – Borderline, London | 05:32
3. Always Never – BBC | 06:28

Strona B
1. Radioactive Toy – Nag's Head, High Wycombe | 09:58
2. Up the Downstair – Nag's Head, High Wycombe | 07:15
3. Not Beautiful Anymore – Nag's Head, High Wycombe | 8:58